# Filip Sachpekidis
Filip Sachpekidis (Kalmar, 3 juli 1997) is een Zweeds voetballer.

## Carrière

### Talent
Sachpekidis geldt in de jeugdopleiding van Kalmar FF als een groot talent. Op jonge leeftijd weet hij dan ook de ogen van grote buitenlandse clubs op zich gericht. Zo loopt Sachpekidis op vijftienjarige leeftijd stage bij Ajax en ook was hij bij Manchester City op proef.

### Profdebuut
Op zaterdag 3 augustus maakt Sachpekidis zijn debuut in de hoofdmacht van Kalmar FF. Hij is dan net zestien jaar. In de wedstrijd tegen Syrianska FC komt de middenvelder in de 85ste minuut als invaller binnen de lijnen, als vervanger van Ismael Silva Lima. Enkele minuten na zijn entree schiet hij Kalmar FF naar de overwinning (1-0). Sachpekidis gaat door zijn doelpunt de geschiedenisboeken in als jongste doelpuntenmaker tot dat moment in de Allsvenskan. 
Sachpekidis zal uiteindelijk tien jaar in de hoofdmacht van Kalmar FF spelen. Daarin komt hij tot 142 competitiewedstrijden, waarin hij zeven keer scoort.

### Griekenland
De middenvelder vervolgt zijn carrière in Griekenland. Op 25 januari 2023 tekende hij een contract bij Levadiakos.